# 소안초등학교 진산분교
소안초등학교 진산분교는 대한민국 전라남도 완도군 소안면 진산리 847-8에 있었던 초등학교 분교이다.

## 연혁
- 1945년 4월 19일 소안국민학교 진산분교 설립 인가
- 1945년 4월 29일 진산분교장 개교
- 일자미상 진산국민학교 승격 인가
- 일자미상 진산국민학교 승격 분리
- 일자미상 진산국민학교 미라분교 설립 인가
- 1961년 4월 1일 미라분교장 개교
- 일자미상 미라분교장 국민학교 승격 인가
- 1963년 7월 31일 미라분교 학산국민학교 승격 분리
- 1967년 4월 1일 도서벽지학교 '을'급 지정
- 1986년 1월 1일 도서벽지학교 '나'급 조정
- 1996년 3월 1일 진산초등학교 개편
- 1997년 3월 1일 소안초등학교 분교장 격하 편입
- 2008년 3월 1일 폐교 및 소안초등학교 통폐합